# Volby do Evropského parlamentu v Rakousku 2024
Volby do Evropského parlamentu 2024 se v Rakousku uskutečnily v neděli 9. června v rámci celoevropských voleb do Evropského parlamentu. Nově zvolený Evropský parlament má ve svém 10. volebním období (2024–2029) celkem 720 křesel, přičemž Rakousko v něm bude mít nově 20 zástupců, což je o dva více než v předchozím volebním cyklu.

## Výsledky
| Politický subjekt      | Politický subjekt                                        | Frakce v EP    | Hlasy     | Hlasy | Mandáty | Mandáty | Mandáty |
| Politický subjekt      | Politický subjekt                                        | Frakce v EP    | počet     | %     | počet   | %       | změna   |
| ---------------------- | -------------------------------------------------------- | -------------- | --------- | ----- | ------- | ------- | ------- |
|                        | Svobodná strana Rakouska (FPÖ)                           | ID             | 893 754   | 25,4  | 6       | 30,0    | ▲ +3    |
|                        | Rakouská lidová strana (ÖVP)                             | EPP            | 864 072   | 24,5  | 5       | 25,0    | ▼ -2    |
|                        | Sociálně demokratická strana Rakouska (SPÖ)              | S&D            | 818 287   | 23,2  | 5       | 25,0    | ▬       |
|                        | Zelení – Zelená alternativa (GRÜNE)                      | Greens/EFA     | 390 503   | 11,1  | 2       | 10,0    | ▬       |
|                        | NEOS – Nové Rakousko a Liberální fórum (NEOS)            | Renew          | 357 214   | 10,1  | 2       | 10,0    | ▲ +1    |
|                        | Komunistická strana Rakouska (KPÖ)                       | —              | 104 245   | 3,0   | 0       | 0       | ▬       |
|                        | DNA – Demokratisch – Neutral – Authentisch (DNA4Austria) | —              | 95 859    | 2,7   | 0       | 0       | ▬       |
| Platné hlasy           | Platné hlasy                                             | Platné hlasy   | 3 523 934 | 98,3  | —       | —       | —       |
| Neplatné hlasy         | Neplatné hlasy                                           | Neplatné hlasy | 60 548    | 1,7   | —       | —       | —       |
| CELKEM                 | CELKEM                                                   | CELKEM         | 3 584 482 | 100   | 20      | 100     | ▲ +2    |
| ZDROJ: EUROPAWAHL 2024 |                                                          |                |           |       |         |         |         |

## Zvolení europoslanci
Abecední seznam zvolených europoslanců s mandátem do roku 2029: Alexander Bernhuber (ÖVP), Helmut Brandstätter (NEOS), Elisabeth Dieringer-Granza (FPÖ), Elisabeth Grossmann (SPÖ), Roman Haider (FPÖ), Gerald Hauser	(FPÖ), Hannes Heide (SPÖ), Sophia Kircher (ÖVP), Reinhold Lopatka (ÖVP), Lukas Mandl (ÖVP), Georg Mayer (FPÖ), Evelyn Regner (SPÖ), Andreas Schieder (SPÖ), Lena Schilling (GRÜNE), Günther Sidl (SPÖ), Petra Steger (FPÖ), Anna Stürgkh (NEOS), Harald Vilimsky (FPÖ), Thomas Waitz (GRÜNE), Angelika Winzig (ÖVP).